# Pseudoscaphiella parasita
Pseudoscaphiella parasita là một loài nhện trong họ Oonopidae.
Loài này thuộc chi Pseudoscaphiella. Pseudoscaphiella parasita được Eugène Simon miêu tả năm 1907.